# La Bataille de Solférino
Pour les articles homonymes, voir Bataille de Solférino et Solférino.
Pour plus de détails, voir Fiche technique et Distribution.
La Bataille de Solférino est un long métrage français réalisé par Justine Triet et sorti en 2013. Il a été présenté au festival de Cannes 2013 dans la programmation de l'Association du cinéma indépendant pour sa diffusion (ACID).

## Synopsis
Le 6 mai 2012, le jour du deuxième tour de l'élection présidentielle française, Lætitia, journaliste pour la chaîne d'information en continu I-Télé, couvre l'évènement rue de Solférino, devant le siège du Parti socialiste, qui vient de gagner l'élection, après une première partie de journée qui s'annonçait à l'origine plus calme.
Mais ce jour-là, Vincent, son ex-compagnon et père de ses deux filles, vient leur rendre visite, sans l'avoir appelée pour la prévenir et alors qu'elle est avec son nouveau compagnon. Pour une raison qui ne sera jamais éclaircie, il a manqué la veille le premier jour du week-end autorisé par le juge pour la visite mais veut profiter du second. Outre le caractère imprévu de la situation, Vincent est plutôt instable, et Lætitia doit absolument se rendre au travail…

## Fiche technique
- Titre : La Bataille de Solférino
- Réalisation : Justine Triet
- Scénario : Justine Triet
- Photographie : Tom Harari
- Son : Julien Sicart
- Costumes : Mariette Niquetenviron
- Montage : Damien Maestraggi
- Producteur : Emmanuel Chaumet
- Directeur de production : Camille Genaud
- Société(s) de production : Ecce Films, en association avec la SOFICA Cinémage 7
- Société(s) de distribution : Shellac Distribution
- Pays d'origine :  France
- Langue originale : français
- Format : Technicolor – 1,85:1
- Budget : 842 000 €[3]
- Durée : 94 minutes
- Dates de sortie :
  - France : 20 mai 2013 (Festival de Cannes), 21 juin 2013 (Festival de Contis), 4 juillet 2013 (Festival Paris Cinéma), 18 septembre 2013 (sortie nationale)
  - Belgique : 18 septembre 2013 (Festival de Namur)

## Distribution
- Lætitia Dosch : Lætitia
- Vincent Macaigne : Vincent
- Arthur Harari : Arthur, l'ami « avocat » de Vincent
- Virgil Vernier : Virgil, le petit ami de Lætitia
- Marc-Antoine Vaugeois : Marc, le « baby-sitter »
- Jeane Arra-Bellanger : Jeane
- Liv Harari : Liv
- Émilie Brisavoine : Émilie
- Vatsana Sedone : Vatsana, le voisin
- Aurélien Bellanger : un militant UMP (caméo)

## Production

### Sélection des acteurs
L'un des personnages du film est le copain conciliant de l'ex de l'héroïne,  qui « s'y connaît dans le code pénal ». Ce dernier lui demande de trouver un moyen juridique d'empêcher l'héroïne et son voisin de l'expulser de l'appartement. Ce personnage a été confié au réalisateur Arthur Harari, qui est aussi le compagnon dans la vie de la réalisatrice et le co-scénariste de plusieurs de ses films ultérieurs.

### Tournage
Une partie du film a été réellement filmée le jour de la victoire de François Hollande au deuxième tour de l'élection présidentielle dans la foule des militants du Parti socialiste rassemblés rue de Solférino et place de la Bastille à Paris.

## Accueil

### Réception critique
En France, le site Allociné recense une moyenne des critiques presse de 3,8⁄5.
Selon Le Monde, le film « balance entre chronique intime et épopée collective » car il est « pensé, construit et réalisé pour faire se chevaucher les deux registres, les éclairer mutuellement l'un par l'autre. »

### Box-office
- France : 30 951 entrées[5]

## Distinctions

### Récompenses
- 2013 : Prix de la critique au Festival du film français de Tübingen[6]
- 2013 : Prix du meilleur acteur pour Vincent Macaigne au Festival international du film de Mar del Plata[7]
- 2013 : Prix du public au Paris Cinéma 2013
- 2014 : Meilleure révélation masculine aux Étoiles d'or du cinéma français pour Vincent Macaigne[8]

### Nominations et sélections
- Festival de Cannes 2013 : sélection « ACID »
- César 2014 : meilleur premier film